# Де Оливейра, Сандра
Сандра Силва де Оливейра (порт. Sandra Silva de Oliveira; род. 19 сентября 1973, Рио-де-Жанейро) — бразильская гандболистка, полевой игрок. Участница летних Олимпийских игр 2000 года, двукратная чемпионка Панамериканских игр 1999 и 2003 годов.

## Биография
Сандра де Оливейра родилась 19 сентября 1973 года в бразильском городе Рио-де-Жанейро.
Играла в гандбол за «Гуару» из Гуарульюса.
В составе женской сборной Бразилии дважды выигрывала золотые медали гандбольных турниров Панамериканских игр — в 1999 году в Виннипеге и в 2003 году в Санто-Доминго.
В 2000 году вошла в состав женской сборной Бразилии по гандболу на летних Олимпийских играх в Сиднее, занявшей 8-е место. Играла в поле, провела 7 матчей, забросила 12 мячей (по четыре в ворота сборных Норвегии и Дании, два — Австрии, по одному — Южной Корее и Румынии).